# Східноафриканський рифт

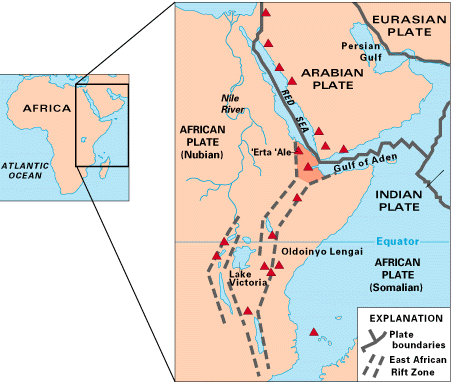
Схематичне розташування Східно-Африканської рифтової зони

3°00′ пд. ш. 35°30′ сх. д. / 3° пд. ш. 35.5° сх. д.
Східноафриканський рифт — активна континентальна рифтова зона у Східній Африці, що розвивається з дивергентної границі тектонічних плит. Цей рифт є вузькою зоною по якій Африканська плита розмежовується на дві новітні плити (субплити або протоплити) Нубійську і Сомалійську, швидкість розкриття рифту 6-7 мм на рік. Якщо рифтогенез триватиме, за 10 мільйонів років Сомалійська плита відколеться, і буде формуватися новий океан. Рифт прямує від Афарського трійника в Афарській улоговині на південь через Східну Африку та на теперішній час являє собою мережу долин, яка простягається приблизно на 2175 миль (3500 кілометрів) у довжину від Червоного моря до Мозамбіку. Вважається що він виходить на узбережжя Мозамбіку Kerimba і Lacerda (рифтом або грабеном) і закінчується Зоною розлому Ендрю Бейн де, як вважається, він переходить в Південно-Західний Індійськоокеанський хребет.
Сучасні дослідники прийшли до висновку, що в Африці може утворитися новий океан, оскільки континент продовжує розколюватися. За словами вчених, розкол утворився в пустелі Ефіопії, створивши можливість для Кенії та Уганди розвинути берегову лінію у міру того, як в ущелині буде утворюватися новий океан. "Це єдине місце на Землі, де можна вивчити, як континентальний розлом перетворюється на океанічний", — повідомив Крістофер Мур, докторант Університету Лідса. Розкол в пустелі довжиною 35 миль утворився в 2005 році, але його перетворення в новий океан займе від 5 до 10 мільйонів років, — зазначають дослідники.
Початок рифтогенезу відносять до початку міоцену, 22-25 мільйонів років тому. У минулому він вважався частиною більшої Великої рифтової долини, яка простягалася на півночі до Малої Азії.

## Розташування
Серія рифтових басейнів Східноафриканської рифтової системи поширюється на тисячі кілометрів через кілька країн Африки, зокрема це: Ефіопія, Кенія, Демократична Республіка Конго, Уганда, Руанда, Бурунді, Замбія, Танзанія, Малаві, Мозамбік.
Східноафриканська рифтова система складається з двох основних гілок. Східна Рифтова долина включає Головний Ефіопський рифт, прямує зі сходу Афарського трійника, на південь Кенійською Рифтовою долиною. Західна Рифтова долина включає Рифт Альбертін, і прямує далі на південь, в долину озера Малаві. Також від Афарського трійника, рифт прямує двома напрямками: до Рифту Червоного моря або до Аденського хребта в Аденській затоці.
Східноафриканський рифт незвичайний тим, що більшість активних хребтів знаходиться на океанічній корі, головним чином під морями. Крім значно меншої Байкальської рифтової зони на сході Росії і закритого кригою Західноантарктичного рифту, це єдиний приклад активного рифту на континентальній корі планети.

## Вулканічна активність
Східноафриканський рифт має цілу низку діючих і згаслих вулканів. Це гори Кіліманджаро, Кенія, Карисимбі, Н'ярагонго, Меру й Елгон, а також Кратерне нагір'я в Танзанії. Ол-Доїньйо-Ленгаї залишається активним вулканом, і є єдиним натрокаробонатний вулканом у світі.